# Diócesis de Punalur
La diócesis de Punalur (en latín: Dioecesis Punalurensis y en inglés: Roman Catholic Diocese of Punalur) es una circunscripción eclesiástica de la Iglesia católica en India. Se trata de una diócesis latina, sufragánea de la arquidiócesis de Trivandrum. Desde el 8 de mayo de 2009 su obispo es Selvister Ponnumuthan.

## Territorio y organización
La diócesis tiene 5072 km² y extiende su jurisdicción sobre los fieles católicos de rito latino residentes en el estado de Kerala en el distrito de Pathanamthitta y algunos taluks de los distritos de Alappuzha y de Kollam.
La sede de la diócesis se encuentra en la ciudad de Punalur, en donde se halla la Catedral de Santa María.
En 2021 en la diócesis existían 44 parroquias.

## Historia
La diócesis fue erigida el 21 de diciembre de 1985 con la bula Verba Christi del papa Juan Pablo II, obteniendo el territorio de la diócesis de Quilon.
Originalmente sufragánea de la arquidiócesis de Verapoly, pasó a formar parte de la provincia eclesiástica de Trivandrum el 3 de junio de 2004.

## Estadísticas
Según el Anuario Pontificio 2022 la diócesis tenía a fines de 2021 un total de 29 114 fieles bautizados.
| Año                                                                             | Población            | Población | Población      | Sacerdotes | Sacerdotes    | Sacerdotes    | Bautizados por sacerdote | Diáconos permanentes | Religiosos | Religiosos | Parroquias |
| Año                                                                             | Bautizados católicos | Total     | % de católicos | Total      | Clero secular | Clero regular | Bautizados por sacerdote | Diáconos permanentes | Varones    | Mujeres    | Parroquias |
| ------------------------------------------------------------------------------- | -------------------- | --------- | -------------- | ---------- | ------------- | ------------- | ------------------------ | -------------------- | ---------- | ---------- | ---------- |
| 1990                                                                            | 31 390               | 2 298 161 | 1.4            | 33         | 23            | 10            | 951                      |                      | 12         | 160        | 2          |
| 1999                                                                            | 39 098               | 2 414 887 | 1.6            | 39         | 28            | 11            | 1002                     |                      | 17         | 223        | 5          |
| 2000                                                                            | 40 348               | 2 434 928 | 1.7            | 44         | 29            | 15            | 917                      |                      | 28         | 230        | 8          |
| 2001                                                                            | 42 920               | 2 452 884 | 1.7            | 47         | 32            | 15            | 913                      |                      | 26         | 225        | 8          |
| 2002                                                                            | 44 475               | 2 466 689 | 1.8            | 48         | 37            | 11            | 926                      |                      | 23         | 215        | 9          |
| 2003                                                                            | 45 680               | 2 474 198 | 1.8            | 49         | 37            | 12            | 932                      |                      | 33         | 220        | 9          |
| 2004                                                                            | 46 708               | 2 482 100 | 1.9            | 50         | 38            | 12            | 934                      |                      | 22         | 232        | 10         |
| 2013                                                                            | 31 450               | 3 291 111 | 1.0            | 64         | 44            | 20            | 491                      |                      | 67         | 263        | 41         |
| 2016                                                                            | 30 862               | 3 445 524 | 0.9            | 74         | 42            | 32            | 417                      |                      | 63         | 267        | 42         |
| 2019                                                                            | 28 543               | 3 795 588 | 0.8            | 79         | 39            | 40            | 361                      |                      | 63         | 273        | 43         |
| 2021                                                                            | 29 114               | 4 026 740 | 0.7            | 86         | 36            | 50            | 338                      |                      | 72         | 256        | 44         |
| Fuente: Catholic-Hierarchy, que a su vez toma los datos del Anuario Pontificio. |                      |           |                |            |               |               |                          |                      |            |            |            |

## Episcopologio
- Mathias Kappil † (21 de diciembre de 1985-12 de marzo de 2005 retirado)
- Joseph Kariyil (12 de marzo de 2005-8 de mayo de 2009 nombrado obispo de Cochín)
- Selvister Ponnumuthan, desde el 8 de mayo de 2009